# Donglegate
Le Donglegate est un incident et une campagne de harcèlement en ligne à la suite d'une infraction au code de conduite survenu durant la conférence annuelle de Pycon à Santa Clara en Californie en 2013 et qui a abouti au licenciement de deux personnes initialement impliquées, des menaces de mort, des attaques DDoS apparentes, attirant l'attention des médias et suscitant l'indignation dans la communauté de l'open source.

## Contexte
En mars 2013 la convention annuelle de promotion du langage Python, PyCon se tient à Santa Clara en Californie. 2 500 personnes y sont présentes cette année là ainsi qu'une centaine de sponsors.

### Code de conduite de la PyCon
En 2012, Julia Elman, informaticienne américaine participe à une conférence high tech. Elle est sollicitée de manière répétée par un collègue de la communauté Django qui lui fait des avances sexuelles, ce qui l'oblige à partir. Avec son employeur, à la suite de cet incident, elle lance un appel à action, ce qui incite les organisateurs de la PyCon à adopter un code de conduite et une politique de tolérance zéro envers les agressions sexuelles,,.
À la suite de cet appel à action, Jesse Noller annonce la mise en place d'un de code de conduite pour la PyCon,,,. La Pycon de 2013 est donc pour la première fois régie par ce code de conduite qui stipule que « Le langage et les images sexualisées ne sont appropriées ni dans le cadre des conférences ni dans les présentations… Comportez vous de façon professionnelle. Souvenez-vous que le harcèlement et les blagues sexistes, racistes, ou excluantes ne sont pas appropriées lors d'une PyCon. ».
Le 17 mars 2013 durant la conférence annuelle de Pycon, deux hommes discutent derrière Adria Richards, une développeuse et féministe noire consultante en technologie pour la société SendGrid, quand un troisième se joint à la conversation pour faire des blagues, impliquant des jeux de mots autour du concept de forking et de dongle (un équipement électronique comme une clef USB qui s'introduit dans un autre appareil pour en étendre les capacités techniques) avec des sous entendus sexuels selon Richards,.

### Déroulement de l'incident pendant la conférence
Richards a déjà dans la journée vécu un moment pénible quand un développeur lui a expliqué avoir fait une blague sexuelle qu'une participante n'avait pas aimé. Elle indique n'avoir pas été en mesure alors de répondre, mais quand l'incident se déroule, au moment où Jesse Noller est sur scène pour remercier les sponsors, elle a encore l'épisode en tête. Derrière elle deux hommes discutent, et le dénommé Mr Hank indique n'avoir pas trouvé une des précédentes présentations particulièrement intéressante. Richards se retourne et abonde dans son sens. Hank continue en indiquant une des autres sessions qu'il a trouvé intéressante, et ajoute qu'il forkerait volontiers le dépôt de code. « forker un dépôt » est une pratique courante dans le milieu du logiciel libre et de l'open source, qui permet de recopier le code et l'enregistrer dans un autre dépôt pour continuer à travailler dessus de manière indépendante. C'est le principe même du logiciel libre de rendre le code source accessible. À ce moment les hommes enchainent avec des blagues concernant les « forks » et les « dongles ».
Adria Richards se lève, les prend en photo et la poste sur Twitter avec le commentaire :

« Not cool. Jokes about forking repo's in a sexual way and «big» dongles. Right behind me. #Pycon »

Richards tweete également son emplacement dans la salle et poste le lien vers le code de conduite de Pycon. Un membre du personnel de Pycon intervient rapidement et Adria Richards explique le problème en privé. Sur son blog personnel le lendemain, Richards explique que les personnes ont alors été prises à part par les membres du personnel de Pycon. Jesse Noller organisateur de la conférence a indiqué que les hommes en question « ont été mis à l'écart, on leur a parlé, puis ils ont regagné leur place à la connaissance du personnel et de moi-même ».
Noller a indiqué que les échanges se sont tenues de façon séparées avec tous les protagonistes, selon les règles du code de conduite mis en place. Selon ce code de conduite, les langages et images à caractère sexuel, les blagues excluantes et offensantes, les contacts physiques non désirés, et la création d'un environnement sexualisé sont prohibés. Aucune sanction n'a été prise selon le compte rendu public. Après l'explication les différentes parties semblaient satisfaites du dénouement.

## Conséquences

### Licenciements
Le tweet de Richards devient viral créant un effet Streisand. Deux des hommes sont alors employés par la société PlayHaven qui décide d'en licencier un avec effet immédiat, sans que la raison du renvoi soit connue. L'autre homme, Alex Reid n'est pas inquiété,.
Le 19 mars 2013, le lendemain de l'incident Adria Richards poste sur son blog un compte rendu détaillé expliquant ses motivations. L'homme renvoyé par PlayHaven poste un commentaire sur Hacker news sous le pseudonyme de Mr Hank en s'excusant d'abord puis en indiquant les conséquences de la publication du tweet pour lui. Le renvoi de Mr Hank, quand il est annoncé publiquement, déchaine les réactions sur internet. Adria Richards est à son tour accusée de sexisme et de harcèlement.
Adria Richards est critiquée pour la publication sur twitter de la photo des deux hommes ayant permis l'identification par leur employeur, nombre d'internautes estimant qu'elle aurait dû régler l'affaire de façon privée et non publique,. Elle reçoit également des menaces de viols et de mort, avec des allusions dégradante à son genre et à sa race, ce qui la contraint à se retirer des réseaux sociaux. Des appels sont lancés à partir du forum de 4chan, pour inciter à une attaque de déni de service sur son employeur, SendGrid afin de le contraindre à la licencier également.
Le jeudi suivant la conférence, son employeur, SendGrid annonce son licenciement publiquement sur Facebook et Twitter. Jim Franklin, le PDG de SendGrid annonce que le tweet des photos par Adria Richards est allé trop loin,,,,,.
La twittosphère s'emballe à nouveau, un hashtag de soutien #SupportAdria étant créé. Lorsque Jon Ronson interviewe Adria Richards et Mr Hank dix mois après l'affaire, pour son livre à propos de l'affaire, Richards n'avait toujours pas retrouvé d'emploi, alors que Mr Hank s'est vu offrir un emploi le jour après son licenciement via le forum de Hackersnews,. Son exemple montre la nécessité d'avoir un protocole clair pour le signalement des infractions au code de conduite afin de permettre aux victimes un signalement sans risques de répercussions négatives.

### Modification du code de conduite
L'incident a conduit à adopter une politique de consentement pour les photographies durant les évènements publics, et à l'adoption de tours de cou pour identifier les personnes ne souhaitant pas être photographiées.
Cette affaire montre la nécessité d'avoir un protocole clair pour le signalement des infractions au code de conduite afin de permettre aux victimes un signalement sans risques de répercussions négatives.

## Postérité
Jon Ronson aborde le sujet dans un chapitre de son livre So You've Been Publicly Shamed,. L'affaire génère de vive discussions sur les pratiques de cancel culture,.
Dans son livre il explique avoir essayé d'interroger les membres de 4chan en laissant des messages sur le fil anarchic /b/ qui ont été supprimés immédiatement. À la suite de l'arrestation de membres éminents du collectif Anonymous, il arrive toutefois à entrer en contact avec Mercedes Haefer, son avocat et Troy.
Joseph Reagle aborde également l'affaire du Dongledgate en 2015 dans le livre Reading the Comments dans le chapitre 5 intitulé « Dongles, Anonymous, and kneejerks ».